# Monika Krawiec
Monika Krawiec (ur. 1 kwietnia 1984 w Ostrowie Wielkopolskim) – polska koszykarka grająca na pozycji rzucającego obrońcy. 

## Kariera sportowa
Reprezentuje barwy klubu Energa Toruń (2008–2010). W sezonie 2009/2010 zdobyła z drużyną brązowy medal Mistrzostw Polski. Wcześniej grała w TS Wisła Can-Pack Kraków (2002–2008), gdzie dwukrotnie zdobyła Mistrzostwo Polski (2006, 2007). Karierę koszykarską rozpoczęła w rodzinnym Ostrowie Wielkopolskim. Jest również wielokrotną reprezentantką Polski.

## Osiągnięcia
Indywidualne
- MVP kolejki FGE (20 – 2006/2007, 8 – 2007/2008)[1][2]